# Ковачевич, Ивана
Ивана Ковачевич (серб. Ивана Ковачевић; род. 27 декабря 1994, Соколац, Республика Сербская) — сербская, а ранее боснийская биатлонистка и лыжница, участница Олимпийских игр в Сочи. До 2012 года выступала за Боснию и Герцеговину, в настоящее время представляет Сербию.

## Карьера биатлонистки
С 2009 года регулярно выступает в Кубке Европы, где её лучшим результатом было 20-е место в спринтерской гонке. Неоднократно принимала участие в юниорских чемпионатах мира, но не поднималась в них выше 56-го места.

## Карьера лыжницы
В лыжном Кубке мира Ковачевич никогда не выступала. Регулярно и успешно выступает в Балканском кубке, где её лучшим результатом в общем итоговом зачёте стало 5-е место в сезоне 2011-12.
На Олимпийских играх 2014 года в Сочи была 75-й в гонке на 10 км классическим стилем.
За свою карьеру в чемпионатах мира Ковачевич пока не участвовала.